# 宝祐
宝祐（1253年—1258年）是宋理宗趙昀的第六个年号。南宋使用这个年号共6年。

## 改元
- 淳祐十二年——九月一日，有詔明年改元寶祐。[2][3][4]
- 寶祐六年——十二月一日，有詔明年改元開慶。[5][6][7]

## 紀年對照表
| 宝祐 | 元年   | 二年   | 三年   | 四年   | 五年   | 六年   |
| ---- | ------ | ------ | ------ | ------ | ------ | ------ |
| 公元 | 1253年 | 1254年 | 1255年 | 1256年 | 1257年 | 1258年 |
| 干支 | 癸丑   | 甲寅   | 乙卯   | 丙辰   | 丁巳   | 戊午   |

## 同期存在的其他政权年号
- 中國
  - 天定（1251年－1254年）：大理—段興智之年號
- 越南
  - 天應政平（1232年－1254年）：陳朝—陳太宗陳日煚之年號
  - 元豐（1254年－1258年）：陳朝—陳太宗陳日煚之年號
  - 紹隆（1258年－1278年）：陳朝—陳聖宗陳晃之年號
- 日本
  - 建長（1249年－1256年）：後深草天皇之年號
  - 康元（1256年－1257年）：後深草天皇之年號
  - 正嘉（1257年－1259年）：後深草天皇之年號

## 参看
- 中国年号索引

## 深入閱讀
- 李崇智. . 北京: 中華書局. 2004年12月. ISBN 7101025129.
- 鄧洪波. . 臺北: 國立臺灣大學東亞經典與文化研究計劃. 2005年3月  [2021-11-21]. ISBN 9789860005189. （原始内容 (pdf)存档于2007-08-25）.

| 前一年號： 淳祐 | 南宋年號 | 下一年號： 开庆 |